# Pacha La Pineda
El Pacha La Pineda, és una discoteca del grup Pacha, i una de les més grans d'aquest grup a Catalunya. En un primer moment construïda al municipi de Salou a finals dels anys 80 (1988), actualment està emplaçada a la localitat veïna de Vila-seca (Tarragonès).
Reconegut per molts visitants com el Pachá més majestuós de Catalunya, és una sala de festes molt elegant, de disseny, coneguda internacionalment per molts europeus, sobretot Països Baixos, França i Itàlia i també reconeguda per la seva cartellera de disc jockeys d'alt prestigi. Disposa de 10 barres; 6 a l'interior de la sala, 3 a la terrassa jardí i un fast-food. Cada barra és tematitzada i té una simbologia. A la "main dance room" (sala principal i música dance) existeix la barra de foc, terra i aire, la pista antigament era una peixera i representava l'aigua. A la "CrazyRoom" (sala de música comercial), ubicada a la tercera planta, les barres representen la lluna i un estel. La barra de la sala reservada, "Sala Privée", és una barra de disseny on destaquen els seus materials de primera qualitat. Situada a la primera planta, és una zona exclusiva per a clients que volen tenir una mica més d'intimitat, té una gran vista a la sala principal. Al jardí hi ha una piscina amb una barra, terrassa de tematizació romana i un petit llac amb barra d'estil tropical amb uns palafits per sobre de l'aigua on es pot beure cooktails. Disposa de mil places d'aparcament.